# Heliophanus variabilis
Heliophanus variabilis är en spindelart som beskrevs av Ledoux 2007. Heliophanus variabilis ingår i släktet Heliophanus och familjen hoppspindlar. Inga underarter finns listade i Catalogue of Life.